# Libnotes circumscripta
Libnotes circumscripta är en tvåvingeart som först beskrevs av Alexander 1934.  Libnotes circumscripta ingår i släktet Libnotes och familjen småharkrankar. Inga underarter finns listade i Catalogue of Life.